# La Porchetta
La Porchetta è delle più grandi catene di ristoranti italiani dell'Australia e della Nuova Zelanda.

## Storia
La Porchetta fu fondata nel 1985 dagli italo-australiani Rocco Pantaleo e Felice Nania, che acquistarono una pizzeria fatiscente chiamata La Porchetta a Carlton. Il loro primo ristorante in franchising fu aperto nel sobborgo di Reservoir a Melbourne nel 1990. Dal 1990 sono  hanno aperto oltre 80 ristoranti in tutta l'Australia . Oggi se ne contano 55.